# Port of Rotterdam Tournament
Het Port of Rotterdam Tournament is een voetbaltoernooi in Rotterdam. Het evenement werd in 2007 georganiseerd door Havenbedrijf Rotterdam ter ere van haar 75-jarig jubileum. Op 3 en 5 augustus streden in De Kuip vier voetbalclubs uit havensteden om de toernooiwinst: de Europese grootmachten Liverpool FC, FC Porto, de Chinese topclub Shanghai Shenhua en Feyenoord. FC Porto won het Port of Rotterdam Tournament op doelsaldo.
In 2008 wordt er een tweede editie van het evenement georganiseerd, ditmaal ter ere van het honderdjarig bestaand van de stadionclub. Deelnemende ploegen zijn de drie clubs waartegen Feyenoord een Europa Cup-finale speelde, en won: Celtic (Europa Cup 1 - 1970), Tottenham Hotspur (UEFA Cup - 1974) en Borussia Dortmund (UEFA Cup - 2002).

## Toernooi-opzet
Tijdens het toernooi speelt elke club twee wedstrijden, verdeeld over twee dagen (op vrijdag en zondag).
De puntentelling van het Port of Rotterdam Tournament geschiedt volgens de gebruikelijke spelregels: een overwinning levert 3 punten op, een gelijkspel 1 punt.

## Port of Rotterdam Tournament 2007

### Deelnemende ploegen
- Feyenoord (gastheer)
- Liverpool FC
- FC Porto
- Shanghai Shenhua

### Wedstrijdschema 2007
- Vrijdag 3 augustus

1. 18.30 uur: Liverpool FC - Shanghai Shenhua 2-0
2. 20.45 uur: Feyenoord - FC Porto 0-0

- Zondag 5 augustus

1. 17.45 uur: FC Porto - Shanghai Shenhua 3-0
2. 20.00 uur: Feyenoord - Liverpool FC 1-1

Eindstand
| Land             | Wed | Win | Gel | Ver | DV | DT | +/− | Pnt |
| ---------------- | --- | --- | --- | --- | -- | -- | --- | --- |
| FC Porto         | 2   | 1   | 1   | 0   | 3  | 0  | +3  | 4   |
| Liverpool FC     | 2   | 1   | 1   | 0   | 3  | 1  | +2  | 4   |
| Feyenoord        | 2   | 0   | 2   | 0   | 1  | 1  | 0   | 2   |
| Shanghai Shenhua | 2   | 0   | 0   | 2   | 0  | 5  | −5  | 0   |

## Port of Rotterdam Tournament 2008

### Deelnemende ploegen
- Feyenoord (gastheer)
- Celtic
- Tottenham Hotspur
- Borussia Dortmund

### Wedstrijdschema 2008
- Vrijdag 1 augustus

1. 18.30 Celtic - Tottenham Hotspur 0 - 2
2. 20.45 Feyenoord - Borussia Dortmund 1 - 2

- Zondag 3 augustus

1. 17.45 Borussia Dortmund - Tottenham Hotspur 0 - 3
2. 20.00 Feyenoord - Celtic 1 - 3

Eindstand
| Land              | Wed | Win | Gel | Ver | DV | DT | +/− | Pnt |
| ----------------- | --- | --- | --- | --- | -- | -- | --- | --- |
| Tottenham Hotspur | 2   | 2   | 0   | 0   | 5  | 0  | +5  | 6   |
| Celtic            | 2   | 1   | 0   | 1   | 3  | 3  | 0   | 3   |
| Borussia Dortmund | 2   | 1   | 0   | 1   | 2  | 4  | −2  | 3   |
| Feyenoord         | 2   | 0   | 0   | 2   | 2  | 5  | −3  | 0   |